# Falklandoperla kelper
Falklandoperla kelper är en bäcksländeart som beskrevs av Mclellan 2001. Falklandoperla kelper ingår i släktet Falklandoperla och familjen Gripopterygidae. Inga underarter finns listade i Catalogue of Life.